# A végzet kardja (album)
A végzet kardja a Stratégia együttes 2002-ben kiadott második lemeze.

## Dalok
1. Prológus (Stratégia/Szilágyi)
2. A végzet kardja (Stratégia/Mészáros)
3. Ezer év (Stratégia/Kurunczi)
4. Az akarat diadala (Stratégia/Szilágyi)
5. Győzünk! (Stratégia/Szilágyi)
6. Az árulókhoz (Stratégia/Mészáros)
7. A hősök tisztelete (Stratégia/Szilágyi)
8. Rémálom (Stratégia/Mészáros)
9. Ébredj! (Stratégia/Mészáros)
10. Magyar vitéz (Stratégia/Szilágyi)
11. A bűvös kard regéje (Stratégia/Szilágyi) (bonus)

## Zenekar
- Szilágyi Zsolt - ének, gitár
- Mészáros István - basszusgitár, vokál
- Lebenguth Gergely - gitár, vokál
- Bajusz Károly - dob

### Közreműködött
- Csányi Ildikó - cselló (11)

## Külső hivatkozások
- A Stratégia zenekar hivatalos honlapja